# Guaneguane
Der Guaneguane ist ein 5105 m hoher Vulkan in  Nord-Chile.
Er liegt 150 km westlich von Arica im Nationalpark Lauca im Gebirge Cordillera Occidental in den zentralen Anden. Er liegt gegenüber den Vulkanzwillingen Parinacota und Pomerape. Die Besteigung ist im Rahmen einer Trekkingtour möglich, vom Ende der Piste sind etwa 3 Stunden Gehzeit zum Gipfel einzuplanen.